# Seznam premiérů Čínské republiky

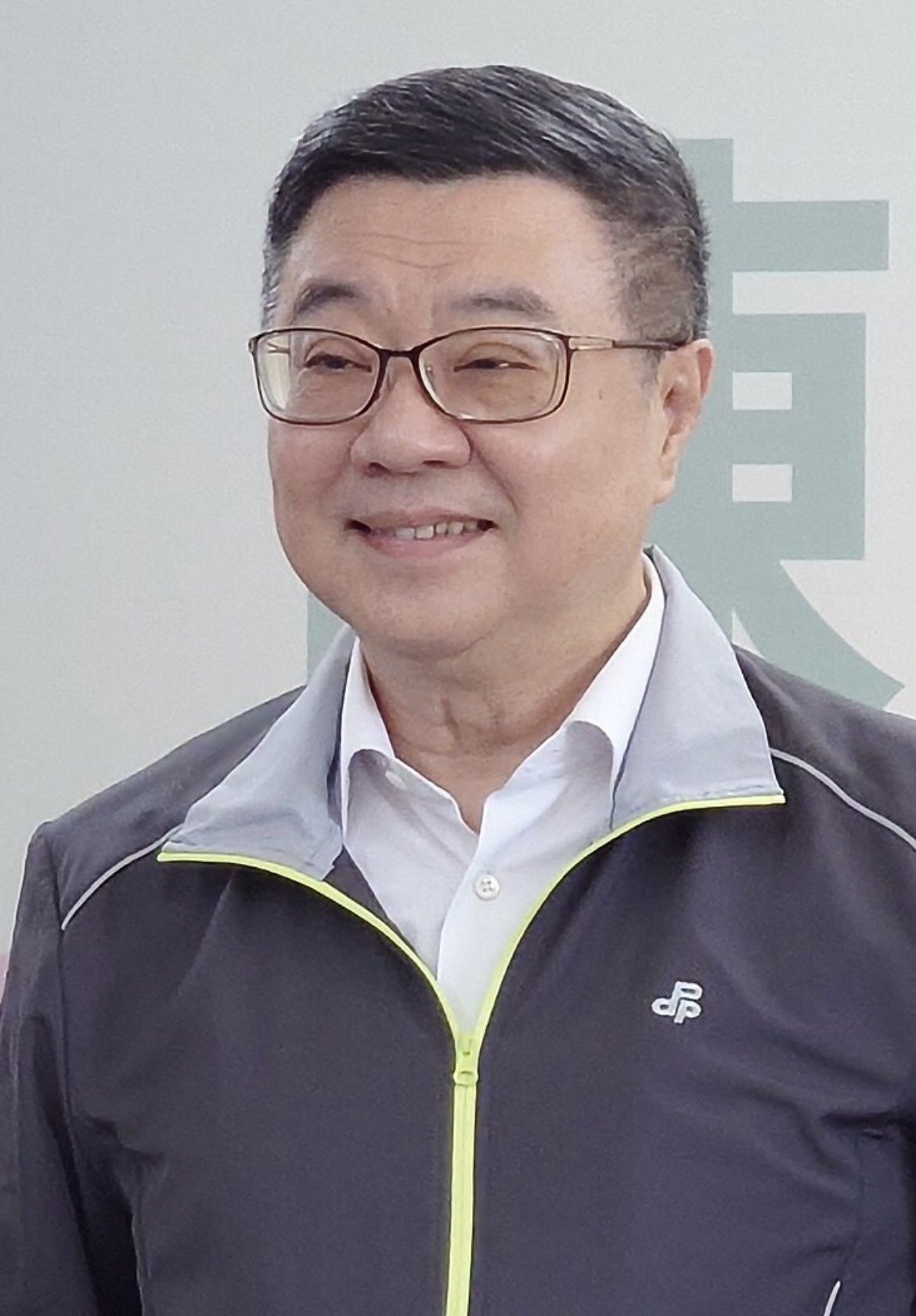
Čuo Žung-tchaj, premiér Čínské republiky od roku 2024

Toto je seznam premiérů Čínské republiky od roku 1912. Čínská republika před rokem 1949 ovládala pevninskou Čínu i pobřežní ostrovy. Čínská republika od roku 1949 kontroluje pouze Tchaj-wan a blízké ostrovy. Současná Čínská republika je obvykle známá jako Tchaj-wan. V historii země se oficiální titul hlavy vlády v průběhu času měnil.
Premiéři, také známí jako předsedi výkonného jüanu, jsou jmenováni prezidenty Čínské republiky, ale někteří premiéři byli v raném věku Čínské republiky ještě mocnější než prezidenti. Někteří prezidenti byli dokonce vyloučeni jimi jmenovanými premiéry. Titul premiéra v Číně byl několikrát změněn, takže tento seznam je rozdělen do několika sekcí.

## Seznam

### Premiéři vlády Čínské republiky (1912-1914)
| Č. | Obrázek | Jméno (narození–úmrtí)                                 | Nástup do úřadu   | Opuštění úřadu    | Délka vlády | Vláda       | Strana | Strana            | Prezident                         |
| -- | ------- | ------------------------------------------------------ | ----------------- | ----------------- | ----------- | ----------- | ------ | ----------------- | --------------------------------- |
| 1  |         | Tchang Šao-i 唐紹儀 (1862–1938)                        | 13. března 1912   | 27. června 1912   | 106 dní     | Tchang Š. I |        | nestraník         | Jüan Š’-kchaj (Pej-jangská klika) |
| 2  |         | Lu Čeng-siang (Pierre-Célestin Lou) 陸徵祥 (1871–1949) | 29. června 1912   | 22. září 1912     | 85 dní      | Lu I        |        | nestraník         | Jüan Š’-kchaj (Pej-jangská klika) |
| 3  |         | Čao Ping-ťün 趙秉鈞 (1859–1914)                        | 25. září 1912     | 16. července 1913 | 294 dní     | Čao         |        | nestraník         | Jüan Š’-kchaj (Pej-jangská klika) |
| –  |         | Tuan Čchi-žuej 段祺瑞 (1865–1936)                      | 19. července 1913 | 31. července 1913 | 12 dní      | Tuan        |        | Pej-jangská klika | Jüan Š’-kchaj (Pej-jangská klika) |
| 4  |         | Siung Si-ling 熊希齡 (1870–1937)                       | 31. července 1913 | 12. února 1914    | 196 dní     | Siung       |        | nestraník         | Jüan Š’-kchaj (Pej-jangská klika) |
| –  |         | Sun Pao-čchi 孫寶琦 (1867–1931)                        | 12. února 1914    | 1. května 1914    | 78 dní      | Sun P.      |        | nestraník         | Jüan Š’-kchaj (Pej-jangská klika) |

### Státní tajemníci Čínské republiky (1914-1916)
| # | Obrázek                            | Jméno (narození–úmrtí)                                 | Nástup do úřadu   | Opuštění úřadu    | Délka vlády     | Kabinet    | Strana | Strana            | Prezident                         |
| - | ---------------------------------- | ------------------------------------------------------ | ----------------- | ----------------- | --------------- | ---------- | ------ | ----------------- | --------------------------------- |
| 5 |                                    | Sü Š'-čchang 徐世昌 (1855–1939)                        | 1. května 1914    | 21. prosince 1915 | 1 rok a 234 dní | Sü Š.-Č. I |        | Pej-jangská klika | Jüan Š’-kchaj (Pej-jangská klika) |
| 6 |                                    | Lu Čeng-siang (Pierre-Célestin Lou) 陸徵祥 (1871–1949) | 22. prosince 1915 | 22. března 1916   | 91 dní          | Lu II      |        | nestraník         | Jüan Š’-kchaj (Pej-jangská klika) |
| 7 |                                    | Sü Š'-čchang 徐世昌 (1855–1939)                        | 22. března 1916   | 22. dubna 1916    | 31 dní          | Sü Š.-Č. I |        | Pej-jangská klika | Jüan Š’-kchaj (Pej-jangská klika) |
| 8 |                                    | Tuan Čchi-žuej 段祺瑞 (1865–1936)                      | 22. dubna 1916    | 29. června 1916   | 68 dní          | Tuan I     |        | Pej-jangská klika | Jüan Š’-kchaj (Pej-jangská klika) |
| 8 | Li Jüan-chung (Progresivní strana) | Tuan Čchi-žuej 段祺瑞 (1865–1936)                      | 22. dubna 1916    | 29. června 1916   | 68 dní          | Tuan I     |        | Pej-jangská klika |                                   |

### Předsedové Státní rady Čínské republiky (1916-1928)
| #                                                                             | Obrázek                                                              | Jméno (narození–úmrtí)                                               | Nástup do úřadu                                                      | Opuštění úřadu                                                       | Délka vlády                                                          | Kabinet                                                              | Strana                                                               | Strana                                                               | Prezident                               |
| ----------------------------------------------------------------------------- | -------------------------------------------------------------------- | -------------------------------------------------------------------- | -------------------------------------------------------------------- | -------------------------------------------------------------------- | -------------------------------------------------------------------- | -------------------------------------------------------------------- | -------------------------------------------------------------------- | -------------------------------------------------------------------- | --------------------------------------- |
| 8                                                                             |                                                                      | Tuan Čchi-žuej 段祺瑞 (1865–1936)                                    | 29. června 1916                                                      | 23. května 1917                                                      | 328 dní                                                              | Tuan I                                                               |                                                                      | Pej-jangská klika                                                    | Li Jüan-chung (Progresivní strana)      |
| –                                                                             |                                                                      | Wu Tching-fang 伍廷芳 (1842–1922)                                    | 23. května 1917                                                      | 12. června 1917                                                      | 20 dní                                                               | Wu T.                                                                |                                                                      | nestraník                                                            | Li Jüan-chung (Progresivní strana)      |
| –                                                                             |                                                                      | Ťiang Čchao-cung 江朝宗 (1861–1943)                                  | 12. června 1917                                                      | 24. června 1917                                                      | 12 dní                                                               | Ťiang Č.                                                             |                                                                      | Pej-jangská klika                                                    | Li Jüan-chung (Progresivní strana)      |
| 9                                                                             |                                                                      | Li Ťing-si 李經羲 (1857–1925)                                        | 25. června 1917                                                      | 2. července 1917                                                     | 8 dní                                                                | Li                                                                   |                                                                      | nestraník                                                            | Li Jüan-chung (Progresivní strana)      |
| Během tohoto intervalu byl Čang Sün premiérem obnovené císařské vlády Čching. |                                                                      |                                                                      |                                                                      |                                                                      |                                                                      |                                                                      |                                                                      |                                                                      | Li Jüan-chung (Progresivní strana)      |
| 10                                                                            |                                                                      | Tuan Čchi-žuej 段祺瑞 (1865–1936)                                    | 14. července 1917                                                    | 22. listopadu 1917                                                   | 131 dní                                                              | Tuan II                                                              |                                                                      | An-chuejská klika                                                    | Feng Kuo-čang (Č'-liská klika)          |
| –                                                                             |                                                                      | Wang Ta-sie 汪大燮 (1859–1929)                                       | 22. listopadu 1917                                                   | 30. listopadu 1917                                                   | 8 dní                                                                | Tuan II                                                              |                                                                      | nestraník                                                            | Feng Kuo-čang (Č'-liská klika)          |
| 11                                                                            |                                                                      | Wang Š'-čen 王士珍 (1861–1930)                                       | 30. listopadu 1917                                                   | 23. března 1918                                                      | 113 dní                                                              | Wang Š.                                                              |                                                                      | Č'-liská klika                                                       | Feng Kuo-čang (Č'-liská klika)          |
| 12                                                                            |                                                                      | Tuan Čchi-žuej 段祺瑞 (1865–1936)                                    | 23. března 1918                                                      | 10. října 1918                                                       | 201 dní                                                              | Tuan III                                                             |                                                                      | An-chuejská klika                                                    | Feng Kuo-čang (Č'-liská klika)          |
| –                                                                             |                                                                      | Čchien Neng-sün 錢能訓 (1869–1924)                                   | 10. října 1918                                                       | 20. prosince 1918                                                    | 246 dní                                                              | Čchien                                                               |                                                                      | nestraník                                                            | Sü Š'-čchang (An-chuejská klika)        |
| 13                                                                            | 20. prosince 1918                                                    | Čchien Neng-sün 錢能訓 (1869–1924)                                   | 13. června 1919                                                      |                                                                      | 246 dní                                                              | Čchien                                                               |                                                                      | nestraník                                                            | Sü Š'-čchang (An-chuejská klika)        |
| –                                                                             |                                                                      | Kung Sin-čan 龔心湛 (1871–1943)                                      | 13. června 1919                                                      | 24. září 1919                                                        | 103 dní                                                              | Kung                                                                 |                                                                      | nestraník                                                            | Sü Š'-čchang (An-chuejská klika)        |
| –                                                                             |                                                                      | Ťin Jün-pcheng 靳雲鵬 (1877–1951)                                    | 24. září 1919                                                        | 5. listopadu 1919                                                    | 233 dní                                                              | Ťin                                                                  |                                                                      | An-chuejská klika                                                    | Sü Š'-čchang (An-chuejská klika)        |
| 14                                                                            | 5. listopadu 1919                                                    | Ťin Jün-pcheng 靳雲鵬 (1877–1951)                                    | 14. května 1920                                                      | Ťin I                                                                | 233 dní                                                              |                                                                      |                                                                      | An-chuejská klika                                                    | Sü Š'-čchang (An-chuejská klika)        |
| –                                                                             |                                                                      | Sa Čen-ping 薩鎮冰 (1859–1952)                                       | 2. července 1920                                                     | 9. srpna 1920                                                        | 38 dní                                                               | Sa                                                                   |                                                                      | nestraník                                                            | Sü Š'-čchang (An-chuejská klika)        |
| 15                                                                            |                                                                      | Ťin Jün-pcheng 靳雲鵬 (1877–1951)                                    | 9. srpna 1920                                                        | 14. května 1921                                                      | 1 rok a 130 dní                                                      | Ťin II                                                               |                                                                      | An-chuejská klika                                                    | Sü Š'-čchang (An-chuejská klika)        |
| 15                                                                            | 14. května 1921                                                      | Ťin Jün-pcheng 靳雲鵬 (1877–1951)                                    | 18. prosince 1921                                                    | Ťin III                                                              | 1 rok a 130 dní                                                      |                                                                      |                                                                      | An-chuejská klika                                                    | Sü Š'-čchang (An-chuejská klika)        |
| –                                                                             |                                                                      | Jen Chuej-čching (W.W. Yan) 顏惠慶 (1877–1950)                       | 18. prosince 1921                                                    | 24. prosince 1921                                                    | 6 dní                                                                | Jen Ch.                                                              |                                                                      | nestraník                                                            | Sü Š'-čchang (An-chuejská klika)        |
| 16                                                                            |                                                                      | Liang Š'-i 梁士詒 (1869–1933)                                        | 24. prosince 1921                                                    | 8. dubna 1922                                                        | 105 dní                                                              | Liang                                                                |                                                                      | Komunikační klika                                                    | Sü Š'-čchang (An-chuejská klika)        |
| –                                                                             |                                                                      | Čou C'-čchi 周自齊 (1869–1923)                                       | 8. dubna 1922                                                        | 11. června 1922                                                      | 65 dní                                                               | Čou                                                                  |                                                                      | Komunikační klika                                                    | Sü Š'-čchang (An-chuejská klika)        |
| 17                                                                            |                                                                      | Jen Chuej-čching (W.W. Yan) 顏惠慶 (1877–1950)                       | 12. června 1922                                                      | 5. srpna 1922                                                        | 54 dní                                                               | Jen Ch. I                                                            |                                                                      | nestraník                                                            | Li Jüan-chung (Výzkumná klika)          |
| 18                                                                            |                                                                      | Tchang Šao-i 唐紹儀 (1862–1938)                                      | 5. srpna 1922                                                        | 19. září 1922                                                        | 45 dní                                                               | Tchang Š. II                                                         |                                                                      | nestraník                                                            | Li Jüan-chung (Výzkumná klika)          |
| 19                                                                            |                                                                      | Wang Čchung-chuej 王寵惠 (1881–1958)                                 | 19. září 1922                                                        | 29. listopadu 1922                                                   | 71 dní                                                               | Wang Č.                                                              |                                                                      | nestraník                                                            | Li Jüan-chung (Výzkumná klika)          |
| 20                                                                            |                                                                      | Wang Ta-sie 汪大燮 (1859–1929)                                       | 29. listopadu 1922                                                   | 11. prosince 1922                                                    | 12 dní                                                               | Wang T.                                                              |                                                                      | nestraník                                                            | Li Jüan-chung (Výzkumná klika)          |
| –                                                                             |                                                                      | Wang Čeng-tching 王正廷 (1882–1961)                                  | 11. prosince 1922                                                    | 4. ledna 1923                                                        | 24 dní                                                               | Wang Č.                                                              |                                                                      | nestraník                                                            | Li Jüan-chung (Výzkumná klika)          |
| 21                                                                            |                                                                      | Čang Šao-ceng 張紹曾 (1879–1928)                                     | 4. ledna 1923                                                        | 13. června 1923                                                      | 160 dní                                                              | Čang                                                                 |                                                                      | nestraník                                                            | Li Jüan-chung (Výzkumná klika)          |
| –                                                                             |                                                                      | Kao Ling-wej 高凌霨 (1870–1940)                                      | 14. června 1923                                                      | 12. října 1923                                                       | 212 dní                                                              | Kao                                                                  |                                                                      | Č'-liská klika                                                       | Li Jüan-chung (Výzkumná klika)          |
| –                                                                             | 12. října 1923                                                       | Kao Ling-wej 高凌霨 (1870–1940)                                      | 12. ledna 1924                                                       | Cchao Kchun (Č'-liská klika)                                         | 212 dní                                                              | Kao                                                                  |                                                                      | Č'-liská klika                                                       |                                         |
| 22                                                                            |                                                                      | Sun Pao-čchi 孫寶琦 (1867–1931)                                      | 12. ledna 1924                                                       | Cchao Kchun (Č'-liská klika)                                         | 2. července 1924                                                     | 172 dní                                                              | Sun P.                                                               |                                                                      | nestraník                               |
| —                                                                             |                                                                      | Ku Wej-ťün (V. S. Wellington Koo) 顧維鈞 (1888–1985)                 | 2. července 1924                                                     | Cchao Kchun (Č'-liská klika)                                         | 14. září 1924                                                        | 74 dní                                                               | Ku                                                                   |                                                                      | nestraník                               |
| 23                                                                            |                                                                      | Jen Chuej-čching (W.W. Yan) 顏惠慶 (1877–1950)                       | 14. září 1924                                                        | Cchao Kchun (Č'-liská klika)                                         | 31. října 1924                                                       | 47 dní                                                               | Jen Ch. II                                                           |                                                                      | nestraník                               |
| –                                                                             |                                                                      | Chuang Fu 黃郛 (1880–1936)                                           | 31. října 1924                                                       | Cchao Kchun (Č'-liská klika)                                         | 24. listopadu 1924                                                   | 24 dní                                                               | Chuang                                                               |                                                                      | nestraník                               |
| Premiérství bylo zrušeno od 25. listopadu 1924 do 26. prosince 1925.          | Premiérství bylo zrušeno od 25. listopadu 1924 do 26. prosince 1925. | Premiérství bylo zrušeno od 25. listopadu 1924 do 26. prosince 1925. | Premiérství bylo zrušeno od 25. listopadu 1924 do 26. prosince 1925. | Premiérství bylo zrušeno od 25. listopadu 1924 do 26. prosince 1925. | Premiérství bylo zrušeno od 25. listopadu 1924 do 26. prosince 1925. | Premiérství bylo zrušeno od 25. listopadu 1924 do 26. prosince 1925. | Premiérství bylo zrušeno od 25. listopadu 1924 do 26. prosince 1925. | Premiérství bylo zrušeno od 25. listopadu 1924 do 26. prosince 1925. | Tuan Čchi-žuej (An-chuejská klika)      |
| 24                                                                            |                                                                      | Sü Š'-jing 許世英 (1873–1964)                                        | 26. prosince 1925                                                    | 4. března 1926                                                       | 68 dní                                                               | Sü Š.-J.                                                             |                                                                      | An-chuejská klika                                                    | Tuan Čchi-žuej (An-chuejská klika)      |
| 25                                                                            |                                                                      | Ťia Te-jao 賈德耀 (1880–1941)                                        | 4. března 1926                                                       | 20. dubna 1926                                                       | 47 dní                                                               | Ťia                                                                  |                                                                      | An-chuejská klika                                                    | Tuan Čchi-žuej (An-chuejská klika)      |
| –                                                                             |                                                                      | Chu Wej-te 胡惟德 (1863–1933)                                        | 20. dubna 1926                                                       | 13. května 1926                                                      | 23 dní                                                               | Chu                                                                  |                                                                      | Č'-liská klika                                                       | Premiér byl zároveň úřadující prezident |
| –                                                                             |                                                                      | Jen Chuej-čching (W.W. Yan) 顏惠慶 (1877–1950)                       | 13. května 1926                                                      | 22. června 1926                                                      | 40 dní                                                               | Jen Ch.                                                              |                                                                      | nestraník                                                            | Premiér byl zároveň úřadující prezident |
| –                                                                             |                                                                      | Tu Si-kuej 杜錫珪 (1874–1933)                                        | 22. června 1926                                                      | 1. října 1926                                                        | 101 dní                                                              | Tu                                                                   |                                                                      | Č'-liská klika                                                       | Premiér byl zároveň úřadující prezident |
| –                                                                             |                                                                      | Ku Wej-ťün (V. S. Wellington Koo) 顧維鈞 (1888–1985)                 | 1. října 1926                                                        | 11. ledna 1927                                                       | 258 dní                                                              | Ku                                                                   |                                                                      | nestraník                                                            | Premiér byl zároveň úřadující prezident |
| 26                                                                            | 11. ledna 1927                                                       | Ku Wej-ťün (V. S. Wellington Koo) 顧維鈞 (1888–1985)                 | 16. června 1927                                                      |                                                                      | 258 dní                                                              | Ku                                                                   |                                                                      | nestraník                                                            | Premiér byl zároveň úřadující prezident |
| 27                                                                            |                                                                      | Pchan Fu 潘復 (1883–1936)                                            | 20. června 1926                                                      | 3. června 1927                                                       | 349 dní                                                              | Pchan                                                                |                                                                      | nestraník                                                            | Čang Cuo-lin (Fengtianská klika)        |

### Předsedové výkonného jüanu národní vlády Čínské republiky (1928-1948)
| #  | Obrázek                | Jméno (narození–úmrtí)                         | Nástup do úřadu    | Opuštění úřadu     | Délka vlády      | Kabinet       | Strana | Strana     | Předseda             |
| -- | ---------------------- | ---------------------------------------------- | ------------------ | ------------------ | ---------------- | ------------- | ------ | ---------- | -------------------- |
| 28 |                        | Tchan Jen-kchaj 譚延闓 (1880–1930)             | 25. října 1928     | 22. září 1930      | 1 rok a 332 dní  | Tchan         |        | Kuomintang |                      |
| 28 | Čankajšek (Kuomintang) | Tchan Jen-kchaj 譚延闓 (1880–1930)             | 25. října 1928     | 22. září 1930      | 1 rok a 332 dní  | Tchan         |        | Kuomintang |                      |
| –  |                        | Sung C'-wen (T.V. Soong) 宋子文 (1894–1971)    | 25. září 1930      | 18. listopadu 1930 | 54 dní           | Tchan         |        | Kuomintang |                      |
| 29 |                        | Čankajšek 蔣中正 (1887–1975)                   | 18. listopadu 1930 | 15. prosince 1931  | 1 rok a 27 dní   | Čankajšek I   |        | Kuomintang |                      |
| –  |                        | Čchen Ming-šu 陳銘樞 (1889–1965)               | 15. prosince 1931  | 28. prosince 1931  | 13 dní           | –             |        | Kuomintang | Lin Sen (Kuomintang) |
| 30 |                        | Sun Fo 孫科 (1891–1973)                        | 28. prosince 1931  | 28. ledna 1932     | 31 dní           | Sun F. I      |        | Kuomintang | Lin Sen (Kuomintang) |
| 31 |                        | Wang Ťing-wej 汪兆銘 (1883–1944)               | 28. ledna 1932     | 1. prosince 1935   | 3 roky a 307 dní | Wang          |        | Kuomintang | Lin Sen (Kuomintang) |
| 32 |                        | Čankajšek 蔣中正 (1887–1975)                   | 7. prosince 1935   | 1. ledna 1938      | 2 roky a 25 dní  | Čankajšek II  |        | Kuomintang | Lin Sen (Kuomintang) |
| 33 |                        | Kchung Siang-si (H.H. Kung) 孔祥熙 (1881–1967) | 1. ledna 1938      | 25. listopadu 1939 | 1 rok a 328 dní  | Kchung        |        | Kuomintang | Lin Sen (Kuomintang) |
| 34 |                        | Čankajšek 蔣中正 (1887–1975)                   | 11. prosince 1939  | 31. května 1945    | 5 let a 171 dní  | Čankajšek III |        | Kuomintang | Lin Sen (Kuomintang) |
| 34 | Čankajšek (Kuomintang) | Čankajšek 蔣中正 (1887–1975)                   | 11. prosince 1939  | 31. května 1945    | 5 let a 171 dní  | Čankajšek III |        | Kuomintang |                      |
| 35 |                        | Sung C'-wen (T.V. Soong) 宋子文 (1894–1971)    | 31. května 1945    | 1. března 1947     | 1 rok a 274 dní  | Sung          |        | Kuomintang |                      |
| –  |                        | Čankajšek 蔣中正 (1887–1975)                   | 1. března 1947     | 23. dubna 1947     | 48 dní           | –             |        | Kuomintang |                      |
| 36 |                        | Čang Čchün 張群 (1889–1990)                    | 23. dubna 1947     | 24. května 1948    | 1 rok a 32 dní   | Čang Č.       |        | Kuomintang |                      |

### Předsedové výkonného jüanu Čínské republiky (od 1948)
| #  | Obrázek                    | Jméno (narození–úmrtí)                         | Nástup do úřadu    | Opuštění úřadu     | Délka vlády      | Kabinet       | Strana | Strana                        | Prezident                   |
| -- | -------------------------- | ---------------------------------------------- | ------------------ | ------------------ | ---------------- | ------------- | ------ | ----------------------------- | --------------------------- |
| 37 |                            | Weng Wen-chao 翁文灝 (1889–1971)               | 25. května 1948    | 26. listopadu 1948 | 185 dní          | Weng          |        | Kuomintang                    | Čankajšek (Kuomintang)      |
| 38 |                            | Sun Fo 孫科 (1891–1973)                        | 26. listopadu 1948 | 12. března 1949    | 106 dní          | Sun F. II     |        | Kuomintang                    | Čankajšek (Kuomintang)      |
| 39 |                            | Che Jing-čchin 何應欽 (1890–1987)              | 12. března 1949    | 13. června 1949    | 93 dní           | Che           |        | Kuomintang                    | Čankajšek (Kuomintang)      |
| 39 | Li Cung-žen (Kuomintang)   | Che Jing-čchin 何應欽 (1890–1987)              | 12. března 1949    | 13. června 1949    | 93 dní           | Che           |        | Kuomintang                    |                             |
| 40 |                            | Jen Si-šan 閻錫山 (1883–1960)                  | 13. června 1949    | 10. března 1950    | 270 dní          | Jen S.        |        | Kuomintang                    |                             |
| 40 | Čankajšek (Kuomintang)     | Jen Si-šan 閻錫山 (1883–1960)                  | 13. června 1949    | 10. března 1950    | 270 dní          | Jen S.        |        | Kuomintang                    |                             |
| 41 |                            | Čchen Čcheng 陳誠 (1897–1965)                  | 10. března 1950    | 1. června 1954     | 4 roky a 83 dní  | Čchen Č. I    |        | Kuomintang                    |                             |
| 42 |                            | Jü Chung-ťün 俞鴻鈞 (1897–1960)                | 1. června 1954     | 15. července 1958  | 4 roky a 44 dní  | Jü Ch.        |        | Kuomintang                    |                             |
| 43 |                            | Čchen Čcheng 陳誠 (1897–1965)                  | 15. července 1958  | 16. prosince 1963  | 5 let a 154 dní  | Čchen Č. II   |        | Kuomintang                    |                             |
| 44 |                            | Jen Ťia-kan (C. K. Yen) 嚴家淦 (1905–1993)     | 16. prosince 1963  | 1. června 1972     | 8 let a 168 dní  | Jen           |        | Kuomintang                    |                             |
| 45 |                            | Ťiang Ťing-kuo 蔣經國 (1910–1988)              | 1. června 1972     | 20. května 1978    | 5 let a 353 dní  | Ťiang Ť.      |        | Kuomintang                    | Jen Ťia-kan (Kuomintang)    |
| –  |                            | Sü Čching-čung 徐慶鐘 (1907–1996)              | 20. května 1978    | 1. června 1978     | 12 dní           | Ťiang Ť.      |        | Kuomintang                    | Ťiang Ťing-kuo (Kuomintang) |
| 46 |                            | Sun Jün-süan 孫運璿 (1913–2006)                | 1. června 1978     | 1. června 1984     | 6 let a 0 dní    | Sun J.        |        | Kuomintang                    | Ťiang Ťing-kuo (Kuomintang) |
| 47 |                            | Jü Kuo-chua 俞國華 (1914–2000)                 | 1. června 1984     | 1. června 1989     | 5 let a 0 dní    | Jü K.         |        | Kuomintang                    | Ťiang Ťing-kuo (Kuomintang) |
| 47 | Li Teng-chuej (Kuomintang) | Jü Kuo-chua 俞國華 (1914–2000)                 | 1. června 1984     | 1. června 1989     | 5 let a 0 dní    | Jü K.         |        | Kuomintang                    |                             |
| 48 |                            | Li Chuan 李煥 (1917–2010)                      | 1. června 1989     | 1. června 1990     | 1 rok a 0 dní    | Li            |        | Kuomintang                    |                             |
| 49 |                            | Chao Po-cchun 郝柏村 (1919–2020)               | 1. června 1990     | 27. února 1993     | 2 roky a 271 dní | Chao          |        | Kuomintang                    |                             |
| 50 |                            | Lien Čan 連戰 (1936–)                          | 27. února 1993     | 1. září 1997       | 4 roky a 186 dní | Lien          |        | Kuomintang                    |                             |
| 51 |                            | Siao Wan-čchang (Vincent Siew) 蕭萬長 (1939–)  | 1. září 1997       | 20. května 2000    | 2 roky a 262 dní | Siao          |        | Kuomintang                    |                             |
| 52 |                            | Tchang Fej 唐飛 (1932–)                        | 20. května 2000    | 6. října 2000      | 139 dní          | Tchang F.     |        | Kuomintang                    | Čchen Šuej-pien (DPS)       |
| 53 |                            | Čang Ťün-siung 張俊雄 (1939–)                  | 6. října 2000      | 1. února 2002      | 1 rok a 118 dní  | Čang Ť.-S. I  |        | Demokratická pokroková strana | Čchen Šuej-pien (DPS)       |
| 54 |                            | Jou Si-kchun 游錫堃 (1948–)                    | 1. února 2002      | 1. února 2005      | 3 roky a 0 dní   | Jou S.        |        | Demokratická pokroková strana | Čchen Šuej-pien (DPS)       |
| 55 |                            | Sie Čchang-tching (Frank Hsieh) 謝長廷 (1946–) | 1. února 2005      | 25. ledna 2006     | 358 dní          | Sie           |        | Demokratická pokroková strana | Čchen Šuej-pien (DPS)       |
| 56 |                            | Su Čen-čchang 蘇貞昌 (1947–)                   | 25. ledna 2006     | 21. května 2007    | 1 rok a 116 dní  | Su I          |        | Demokratická pokroková strana | Čchen Šuej-pien (DPS)       |
| 57 |                            | Čang Ťün-siung 張俊雄 (1939–)                  | 21. května 2007    | 20. května 2008    | 365 dní          | Čang Ť.-S. II |        | Demokratická pokroková strana | Čchen Šuej-pien (DPS)       |
| 58 |                            | Liou Čao-süan 劉兆玄 (1943–)                   | 20. května 2008    | 10. září 2009      | 1 rok a 113 dní  | Liou          |        | Kuomintang                    | Ma Jing-ťiou (Kuomintang)   |
| 59 |                            | Wu Tun-i 吳敦義 (1948–)                        | 10. září 2009      | 6. února 2012      | 2 roky a 149 dní | Wu T.         |        | Kuomintang                    | Ma Jing-ťiou (Kuomintang)   |
| 60 |                            | Čchen Čchung (Sean Chen) 陳冲 (1949–)          | 6. února 2012      | 18. února 2013     | 1 rok a 12 dní   | Č. Čen        |        | Kuomintang                    | Ma Jing-ťiou (Kuomintang)   |
| 61 |                            | Ťiang I-chua 江宜樺 (1960–)                    | 18. února 2013     | 8. prosince 2014   | 1 rok a 293 dní  | Ťiang         |        | Kuomintang                    | Ma Jing-ťiou (Kuomintang)   |
| 62 |                            | Mao Č'-kuo 毛治國 (1948–)                      | 8. prosince 2014   | 1. února 2016      | 1 rok a 55 dní   | Mao           |        | Kuomintang                    | Ma Jing-ťiou (Kuomintang)   |
| 63 |                            | Čang Šan-čeng (Simon Chang) 張善政 (1954–)     | 1. února 2016      | 20. května 2016    | 109 dní          | Čang Š.       |        | nestraník                     | Ma Jing-ťiou (Kuomintang)   |
| 64 |                            | Lin Čchüan 林全 (1951–)                        | 20. května 2016    | 8. září 2017       | 1 rok a 111 dní  | Lin           |        | nestraník                     | Cchaj Jing-wen (DPS)        |
| 65 |                            | Laj Čching-te (William Lai) 賴清德 (1959–)     | 8. září 2017       | 14. ledna 2019     | 1 rok a 128 dní  | Laj           |        | Demokratická pokroková strana | Cchaj Jing-wen (DPS)        |
| 66 |                            | Su Čen-čchang 蘇貞昌 (1947–)                   | 14. ledna 2019     | 31. ledna 2023     | 4 roky a 17 dní  | Su II         |        | Demokratická pokroková strana | Cchaj Jing-wen (DPS)        |
| 67 |                            | Čchen Ťien-žen 陳建仁 (1951–)                  | 31. ledna 2023     | 20. května 2024    | 2 roky a 178 dní | Čchen Ť. Ž.   |        | Demokratická pokroková strana | Cchaj Jing-wen (DPS)        |
| 68 |                            | Čuo Žung-tchaj 卓榮泰 (1959–)                  | 20. května 2024    | úřadující          | 1 rok a 69 dní   | Čuo           |        | Demokratická pokroková strana | Laj Čching-te (DPS)         |